# Glenn Flear
Glenn Curtis Flear (ur. 12 lutego 1959 w Leicesterze) – angielski szachista, arcymistrz od 1987 roku.

## Kariera szachowa
W latach 80. XX wieku należał do czołówki angielskich szachistów. W roku 1986 odniósł największy sukces w karierze, w spektakularny sposób zwyciężając w bardzo silnie obsadzonym w turnieju GLC w Londynie (przed m.in. Nigelem Shortem, Johnem Nunnem, Zoltanem Ribli, Lwem Poługajewskim, Lajosem Portsichem, Borysem Spasskim, Rafaelem Waganianem, Jonathanem Speelmanem i Bentem Larsenem). W 1985 reprezentował Anglię w drużynowych mistrzostwach świata w Lucernie (zdobywając brązowy medal), natomiast w 1986 - na szachowej olimpiadzie w Dubaju (gdzie angielscy szachiści zdobyli medale srebrne). Oprócz tego, w 2003 wystąpił w drużynowych mistrzostwach Europy w Płowdiwie. W 1987 wziął udział w turnieju międzystrefowym (eliminacji mistrzostw świata) w Sziraku, zajmując XV miejsce. W następnym roku podzielił I lokatę w mistrzostwach Wielkiej Brytanii w szachach szybkich.
Zwyciężył bądź podzielił I miejsca w otwartych turniejach w m.in. Brukseli (1987), Palma de Mallorce (1991), Créon (1998, 2001), Dżerbie (1998), Montpellier (2001), Hastings (2001/02) oraz Pierrevert (2003).
Jest cenionym autorem szachowych książek poświęconych przede wszystkim debiutom oraz grze końcowej. Obecnie mieszka we Francji wraz z rodziną. Żona Glenna Fleara, Christine (z domu Leroy), posiada tytuł mistrzyni międzynarodowej i jest pięciokrotną złotą medalistką mistrzostw Francji.
Najwyższy ranking w dotychczasowej karierze osiągnął 1 lipca 1999 r., z wynikiem 2555 punktów dzielił wówczas 9-10. miejsce wśród angielskich szachistów.

## Publikacje
- Slav for the Tournament Player (1988)
- New Ideas In The Queen's Gambit Accepted (1994)
- Grandmaster Chess (1995)
- Open Ruy Lopez (2000)
- Offbeat Spanish (2000)
- Improve your Endgame Play (2000), ISBN 1-85744-246-6
- Mastering The Endgame (2001), ISBN 1-85744-233-4
- Test Your Endgame Thinking (2002), ISBN 1-85744-305-5
- Starting Out: Pawn Endings (2004), ISBN 1-85744-362-4